# Bruno João Nandinga Borges Fernandes
Bruno João Nandinga Borges Fernandes (São Sebastião da Pedreira, 6 novembre 1978) è un ex calciatore portoghese naturalizzato guineense, di ruolo difensore.

## Carriera

### Club
Durante la sua carriera ha giocato con varie squadre di club, tra cui principalmente il Belenenses.

### Nazionale
Conta varie presenze con la nazionale guineense.